# マルコ・ファン・ドゥイン
マルコ・ルドルフ・ファン・ドゥイン（ファン・ダイン、ファン・ダウン、Marco Rudolf van Duin、1987年9月22日 - ）は、オランダ・ワルメンハイゼン出身の元サッカー選手。現役時代のポジションはGK。